# Sayner, Wisconsin
Sayner je volně sdruženou komunitou ve městě Plum Lake Wisconsin ve Vilas County Wisconsin. Komunita tvrdí, že je rodištěm sněžného skútru, citujíc „motor toboggan“ vybudovaný v roce 1924 Carlem Eliasonem. Komunita je domovem společnosti Vilas County Historical Society. Sayner je během zimních měsíců běžně navštěvována řidiči sněžných skútrů ze sousední Eagle River a St Germain. Sayner Barnstormers udržují trať.
Sayner se nachází na křižovatce Highway 155 a County N. Je okolo 15 mil severozápadně od Eagle River.